# Поутала, Мика
Мика Кристиан Поутала (фин. Mika Kristian Poutala; 20 июня 1983, Хельсинки, Финляндия) — финский политический и государственный деятель. Первый заместитель председателя партии «Христианские демократы». Министр физкультуры, спорта и молодёжи Финляндии с 13 июня 2025 года. Депутат эдускунты с 2023 года. В прошлом — конькобежец, участник Олимпийских игр 2006, 2010, 2014 и 2018 годов. Специализировался на спринте (500 и 1000 м).

## Биография
Родился 20 июня 1983 года в Хельсинки. Его отец умер, когда Мике было 7 лет.
В 2002 году окончил специализированную спортивную школу Mäkelänrinteen lukio.
После завершения спортивной карьеры в 2018 году работал предпринимателем, оратором-мотиватором и коучем по развитию в социальных сетях, благополучии и коммуникациях с влиятельными лицами.
Увлекается музыкой, записал два альбома в стиле рэп под псевдонимом PlastiC. Является прихожанином пятидесятнической церкви.
Осенью 2019 года принял участие в шоу «Танцы со звёздами» (Tanssii tähtien kanssa), финской версии британского шоу Strictly Come Dancing.

## Спортивная карьера
С 2000 по 2002 год участвовал на чемпионате мира среди юниоров, лучшее место занял в 2002-м — 13-е по сумме многоборья.
С сезона 2002/03 участвует в Кубке мира. В 2006 и 2008 годах стал серебряным призёром Кубка мира на дистанции 100 метров. Несколько раз становился призёром на этапах Кубка мира на дистанциях 500 и 1000 метров.
В 2006 году на Олимпиаде в Турине участвовал на дистанциях 500 и 1000 метров, заняв 22-е и 26-е места соответственно.
В 2009 году стал четвёртым на чемпионате мира по отдельным дистанциям на 500 м (занял 8-е место в первом забеге и выиграл второй забег).
В 2010 году на Олимпиаде в Ванкувере на дистанции 1000 метров занял 8-е место, а на дистанции 500 метров имел реальные шансы стать призёром. На первой 500-метровке Поутала занял первое место, опередив Мо Тхэ Бом на 6 сотых секунды, но во втором забеге стал лишь 11-м, проиграв лидеру 31-у сотую и откатился по сумме двух дистанций на 5-е место.
В 2011 году вновь стал четвёртым на 500 м на чемпионате мира (третье место в первом забеге и пятое во втором).
На Олимпийских играх 2014 года выступил неудачно, заняв только 28-е место на дистанции 500 метров.
В 2016 году занял 3-е место на дистанции 500 метров во втором забеге на финале Кубка Мира в Херенвене.
На Олимпийских играх 2018 года занял 4-е место на дистанции 500 метров. На дистанции 1000 метров стал 16-м.
На чемпионате Европы 2018 года также завоевал серебро на дистанции 500 метров и командном спринте.
Известен своим необычным приветствием, перед забегами иногда устраивал небольшие представления на публику.
Завершил спортивную карьеру в 2018 году.
Был представителем спортсменов в совете директоров Олимпийского комитета Финляндии на период с 21 ноября 2020 года по 30 ноября 2024 года.

### Результаты на Олимпийских играх
| Олимпийские игры | 500 м | 1000 м |
| ---------------- | ----- | ------ |
| 2006 Турин       | 22    | 26     |
| 2010 Ванкувер    | 5     | 8      |
| 2014 Сочи        | 28    | —      |
| 2018 Пхёнчхан    | 4     | 16     |

## Политическая карьера
По результатам муниципальных выборов 13 июня 2021 года избран в городской совет Эспоо от партии «Христианские демократы», набрав 969 голосов.
По результатам парламентских выборов 2023 года избран в избирательном округе Уусимаа депутатом эдускунты, набрав 4883 голоса.
На съезде в августе 2023 года избран первым заместителем председателя партии «Христианские демократы».
Во время правительственных переговоров в июне 2023 года было решено, что Шведская народная партия и «Христианские демократы» поделят пост министра физкультуры, спорта и молодёжи Финляндии в правительстве под руководством премьер-министра Петтери Орпо. 13 июня 2025 года министерский портфель перешёл к Мике Поутале.

## Личная жизнь
Живёт в Эспоо.
Женат. У пары трое детей.
Любит бегать, ездить на велосипеде, а также заниматься деревообработкой и кожевенным делом.